# Humble Bundle
Humble Bundle je program kolekcí počítačových her prodávaných přes webové stránky za libovolnou částku, kterou si určuje kupující. Humble Bundle se původně jmenoval Humble Indie Bundle, neboť byl především výpomocí vývojářům nezávislých her, kteří za své hry inkasovali původně velmi nízké částky. Po velké popularitě se však do programu začaly dostávat i tituly původně ryze komerčního žánru.
Mezi hlavní vlastnost programu Humble Bundle patří tradiční rozdělení zisku nejen vývojářům, ale i charitám. Každé toto rozdělení si určuje každý nakupující sám. Aby bylo dosaženo růstu celkové vybrané částky, Humble Bundle motivuje nakupující tím, že malou část her dá k dispozici pouze po uhrazení průměrně doposud vybrané částky. Ta se z toho důvodu zvyšuje. Krom počítačových her dostává nakupující tradičně i různé další bonusy jako je například kompletní hudební doprovod ke hrám ve formátech MP3 či FLAC, ale i plakáty či sériová čísla her, která může uplatnit na službách On Demand jako Origin či Steam.
V kolekci Humble Bundle s titulem Origin, během kterého společnost Electronic Arts dala k dispozici několik svých her a zřekla se příjmů ve prospěch charity, se vybralo přes 8 milionů dolarů.